# Richard B. Primack
Richard B. Primack (* 1950) ist ein US-amerikanischer Biologe. Er lehrt und forscht an der Boston University.
Er gilt als Mitbegründer der Wissenschaftlichen Naturschutzbiologie. Maßgeblich dafür war sein Buch Essentials of Conservation Biology.

## Leben
1972 schloss er im Fach Biologie an der Harvard University mit „magna cum laude“ ab. 1976 erwarb er den Titel Ph.D. in Botanik an der Duke University. Nach Tätigkeiten und Feldarbeit in verschiedenen Ländern und an verschiedenen Universitäten lehrt er seit 1998 an der Boston University.

## Forschung
Sein Hauptforschungsgegenstand sind die Biologische Vielfalt, Seltenheit, Fragmentierung von Lebensräumen, Erhaltungsstrategien, Einrichtung und die Planung und das Management von Schutzgebieten.
Primack geht in seiner Arbeit von dem Gedanken eines ganzheitlichen und nachhaltigen Naturschutzes aus. Mit der Zielsetzung, Ökosysteme zu erhalten nutzt er in seiner Forschung und Lehre die Erkenntnisse aus der Ökologie, der Verhaltensbiologie, der Biogeographie, der Genetik und anderen Bereichen der Ökologischen Wissenschaften. Um zu einem nachhaltigen Naturschutzgedanken zu gelangen, bezieht er die Wirkungen auch Anthropologie und Politik mit ein.
Primack erforscht die Auswirkungen des Klimawandels auf die Blütezeit von Pflanzen und den Frühjahrszug (Ankunft) von Zugvögeln. Sein Fokus liegt dabei auf Massachusetts. Um die Wirkungen des Klimawandels zu erforschen, greift er auf naturhistorische Quellen wie alte Photos, historische Naturbeschreibungen und museale Ausstellungsstücke zurück.
Er vergleicht gesammelte Pflanzen aus alten Herbarien mit rezenten Pflanzen.